# Сафаралиев, Ханлар Гасан оглы
Ханла́р Гаса́н оглы́ Сафарали́ев (азерб. Xanlar Həsən oğlu Səfərəliyev; 1885 — 26 сентября [9 октября] 1907) — азербайджанский рабочий, токарь, профсоюзный активист и революционер-социал-демократ, сыгравший видную роль в организации бибиэйбатской стачки в конце лета 1907 года. Двоюродный брат азербайджанского революционного деятеля Буниата Сардарова.

## Биография
Родился в 1885 году в селении Кочахмедли Джебраильского уезда Елизаветпольской губернии. Вместе с Б. Сардаровым был принят в каргабазарскую русско-татарскую школу, директором которой являлся Абдулкерим-бек Велибеков.
В 1904 году приехал в Баку, где поступил чернорабочим на нефтяные промыслы Биби-Эйбата, принадлежавшие в то время торговому дому «Нафталанское нефтепромышленное Товарищество» и эксплуатировавшиеся «Нафталанским нефтепромышленным обществом». В том же году вступил в РСДРП.
В годы первой русской революции был членом исполнительного бюро социал-демократической группы «Гуммет». В апреле 1905 года выступал на сходке рабочих на промысле № 757 Мусы Нагиева (Биби-Эйбат), организованной Б. Сардаровым. На ней был избран в состав комиссии, предъявившей требования к нефтепромышленникам.
Благодаря своей революционной деятельности Х. Сафаралиев завоевал авторитет среди бакинских рабочих, а также ненависть нефтепромышленников.
В 1907 году стал одним из организаторов забастовки рабочих нефтяной промышленности Баку. Под его руководством осенью 1907 года была организована забастовка рабочих «Нафталанского общества», которая завершилась победой рабочих. В результате в ночь с 19 на 20 сентября возле буровой № 2080 (в дальнейшем 7-й промысел треста «Сталиннефть») был смертельно ранен выстрелом в спину старшим служащим Джафаром. Скончался 26 сентября.
Похоронен 29 сентября [12 октября] 1907 года на кладбище деревни Шихово близ промыслов Биби-Эйбата. Местная организация РСДРП призвала наказать исполнителя-убийцу и заказчика — начальника производства. В выпущенной в те дни листовке Биби-Эйбатского районного комитета партии говорилось: «Мы покажем всему свету, что Ханлар не одинок, что за каждым передовым рабочим стоит армия многотысячной массы, готовая грудью отстоять своих товарищей-вождей». На демонстрациях во время похорон Ханлара Сафаралиева приняли участие 20 тысяч человек. За гробом во главе демонстрации шли И. В. Сталин, Г. К. Орджоникидзе, С. Г. Шаумян, М. Азизбеков, П. А. Джапаридзе. На его могилу было возложено до 30 венков. В этот же день на могиле Х. Сафаралиева Сталин выступил с речью. За организацию убийства Ханлара Сафаралиева Азербайджанским Чрезвычайным Комитетом в 1920 году был расстрелян управляющий Нафталанским обществом инженер Абузарбек Рзаев.

Памятник на могиле Ханлара Сафаралиева на кладбище посёлка Биби-Эйбат в Баку

В некрологе, посвящённом Xанлару Сафаралиеву, большевистская газета «Гудок» от 14 октября 1907 года (№ 5, стр. 7) сообщала:
…Он не жалел сил и трудов, стоя на страже интересов рабочих. Он самоотверженно выполнял свой долг…

## Память
- Ханлару Сафаралиеву установили памятник на месте, где его смертельно ранили. Размещённая на памятнике надпись на двух языках (русском и азербайджанском) гласила: «Бөйүк Сталинин етишдирмəси Ханлар Һасан оғлу Сəфəрəлиев» («Воспитанник великого Сталина Ханлар Гасан оглы Сафаралиев»)[11]
- Его именем были названы город Еленендорф[12] (ныне переименован в Гёйгёль), поселок Сафаралиев (ныне город Самух) и одна из улиц Баку. Деревня Шихово носила название «посёлок имени Ханлара»[13].
- Поэт Самед Вургун написал драматическую поэму «Ханлар»[14].
- На могиле Ханлара Сафаралиева на кладбище посёлка Биби-Эйбат в 1939 году Бакинским советом был сооружён памятник-обелиск с барельефом Сафаралиева[1]. 28 апреля 2015 года активные члены Коммунистической партии Азербайджана посетили памятник Сафаралиеву[15].

## Комментарии
1. ↑  Ныне — в Физулинском районе Азербайджана.